# Rencontre des primats des Églises des trois conciles du Moyen-Orient
Une Rencontre des primats des Églises des trois conciles du Moyen-Orient réunit chaque année depuis 1998 les primats de trois Églises des trois conciles qui ont leur siège au Moyen-Orient : l'Église copte orthodoxe, l'Église syriaque orthodoxe et le Catholicossat arménien de Cilicie de l'Église apostolique arménienne.
Chaque rencontre, qui se tient à tour de rôle au sein de chacune des Églises, est l'occasion d'une déclaration commune.

## Historique
- 10-11 mars 1998 Ire Rencontre au monastère Saint-Bishoy : Chenouda III, Ignace Zakka Ier Iwas et Aram Ier
- 13-14 février 1999 IIe Rencontre à Damas : Chenouda III, Ignace Zakka Ier Iwas et Aram Ier
- 4-9 mai 2000 IIIe Rencontre à Antélias : Chenouda III, Ignace Zakka Ier Iwas et Aram Ier
- 15-17 mars 2001 VIe Rencontre au Caire : Chenouda III, Ignace Zakka Ier Iwas et Aram Ier
- 7-9 mars 2002 Ve Rencontre à Damas : Chenouda III, Ignace Zakka Ier Iwas et Aram Ier
- 18 octobre 2003 VIe Rencontre à Antélias : Chenouda III, Ignace Zakka Ier Iwas et Aram Ier
- 18-21 octobre 2004 VIIe Rencontre au Caire : Chenouda III, Ignace Zakka Ier Iwas et Aram Ier
- 9-10 décembre 2005 VIIIe Rencontre à Damas : Chenouda III, Ignace Zakka Ier Iwas et Aram Ier
- 22-24 novembre 2006 IXe Rencontre au Caire : Chenouda III, Ignace Zakka Ier Iwas (Aram Ier absent en raison du conflit israélo-libanais)
- 19-21 avril 2007 Xe Rencontre à Damas : Chenouda III, Ignace Zakka Ier Iwas et Aram Ier
- 9-10 mars 2015 XIe Rencontre au Caire : Théodore II, Ignace Ephrem II Karim et Aram Ier [1]
- 21 juin 2018 XIIe Rencontre à Atchaneh, Bikfayya (Liban) : Théodore II, Ignace Ephrem II Karim et Aram Ier [2]

### Autres rencontres
- 14 novembre 2011 - Rencontre au Caire : Chenouda III, Ignace Zakka Ier Iwas, Aram Ier et Abouna Paulos